# Športska dvorana Varaždin
Športska dvorana u Varaždinu je višenamjenska športska dvorana. Izgrađena je za potrebe Svjetskog prvenstva u rukometu 2009., a svečano je otvorena za Dan grada 6. prosinca 2008.
Varaždinska športska dvorana prostire se na oko 20 tisuća metara četvornih i ima dvije dvorane, veću s 5.000 te manju s 200 sjedećih mjesta. Objekt sadrži i prateće sadržaje poput fitness centra, kuglane, saune te poslovne prostore.
Varaždinska športska dvorana izgrađena je prema modelu javno-privatnog partnerstva. 